# Wiktor Iluszyn
Wiktor Wasiljewicz Iluszyn (ros. Виктор Васильевич Илюшин, ur. 1947 w Niżnym Tagile) – rosyjski polityk.

## Życiorys
Absolwent Politechniki Uralskiej i Akademii Nauk Społecznych przy KC KPZR. Doradca Borysa Jelcyna w KC i w Moskiewskim Komitecie Miejskim KPZR, doradca i szef sekretariatu przewodniczącego Rady Najwyższej RFSRR. Od 1991 do 1992 szef sekretariatu prezydenta Rosji (od 1992 I doradca prezydenta).